# Elemento a fase costante
Un elemento a fase costante è un circuito elettrico equivalente che modella il comportamento in corrente alternata di un doppio strato, che costituisce un condensatore imperfetto.
L'impedenza elettrica può essere calcolata come segue:
{\displaystyle Z(n)={\frac {1}{Q_{0}(\omega i)^{n}}}={\frac {1}{Q_{0}\omega ^{n}}}e^{-{\frac {\pi }{2}}ni}}
con {\displaystyle Q_{0}={\frac {1}{|Z|}}} a ω = 1 rad/s
e Q0 e n che sono indipendenti dalla frequenza. 
La fase costante è sempre -n π/2 rad, con n compreso tra -1 e 1. 
Se n = 1, si tratta di un condensatore ideale; se n=0 è un resistore, Se n = -1, si tratta di un induttore ideale.
Un elemento a fase costante è attualmente utilizzato anche nella modellazione del comportamento dei dielettrici imperfetti.
La generalizzazione nei campi delle resistenze elettriche imperfette, delle capacitanze e delle induttanze conduce alla definizione del concetto generale di "fasanza".
Gli elementi a fase costante sono pure utilizzati nella modellazione con circuiti equivalenti e nell'interpolazione di dati dei dati della spettroscopia a impedenza elettrochimica.